# アナ・マリア・カタリナ・エンリケータ・デ・ロレーナ

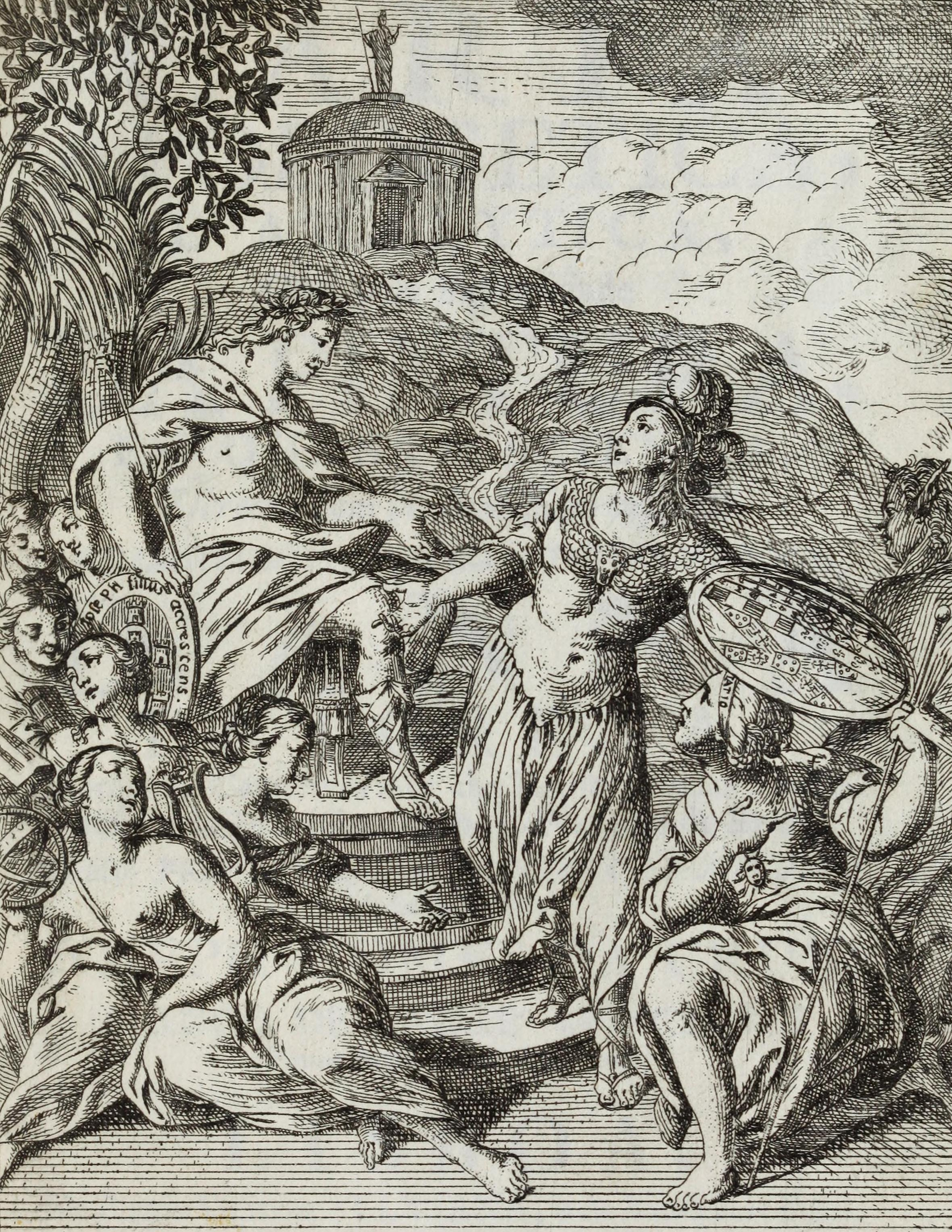
寓意画でアテナ女神に扮したアブランテシュ女公爵、アンドレ・ゴンサルヴェシュによる版画、1752年

アナ・マリア・カタリナ・エンリケータ・デ・ロレーナ（Dona Ana Maria Catarina Henriqueta de Lorena, duquesa de Abrantes, 1691年9月3日 - 1761年6月）は、ポルトガルの貴族女性、宮廷女官。第3代アブランテシュ侯爵、第9代ペナギアオ伯爵だが、それらの襲爵以前にアブランテシュ公爵位を授けられた。
教皇特使・在スペイン大使を務めた初代アブランテシュ侯爵と、初代カダヴァル公爵の娘イザベル・エンリケータ・デ・ロレーナ（1672年 - 1699年）の間の長女。母の外祖父はフランス宮廷貴族のアルクール伯爵。
1711年、母の異母弟の1人ドン・ホドリゴ・アルヴァレシュ・ペレイラ・デ・メロ（1688年 - 1713年）と結婚するが、間に一人娘マリア・マルガリーダを授かったのみで死別する。娘はアナ・マリア自身の弟で唯一の男兄弟だった第2代アブランテシュ公爵ジョアキン・フランシスコに嫁ぐが、娘夫婦の間に子が生まれなかったため、1756年弟の死で実家の爵位・資産を相続した。
その3年前の1753年12月9日、女官の最高位である王妃女官長（衣装係主任女官、Camareira-Môr）に就任する際、国王ジョゼ1世の特旨によって終身爵位（vitalício）のアブランテシュ女公爵を受けた。1757年、女官長の地位を娘に引き継いで引退した。